# San Francisco (Putumayo)
San Francisco – miasto w Kolumbii, w departamencie Putumayo.